# 森村経太郎
森村 経太郎（もりむら つねたろう、1889年（明治22年）11月8日 - 1971年（昭和46年）2月17日）は、大日本帝国陸軍軍人。最終階級は陸軍少将。功三級。

## 経歴
1889年（明治22年）に奈良県で生まれた。陸軍士官学校第23期、陸軍大学校第32期卒業。1935年（昭和10年）8月1日、陸軍歩兵大佐進級と同時に豊橋陸軍教導学校附となり、1936年（昭和11年）8月に千葉連隊区司令官を経て、1937年（昭和12年）8月に歩兵第37連隊長（関東軍・第4師団・歩兵第32旅団）に就任した。
1938年（昭和13年）7月15日に陸軍少将に進級と同時に歩兵第28旅団長（第1軍・第14師団）に就任し、日中戦争に出動した。1940年（昭和15年）8月1日に待命となり、8月31日に予備役に編入された。1944年（昭和19年）3月14日に召集され、第1野戦補充隊長（第20軍）に就任し、1945年（昭和20年）2月20日に東部軍管区司令部附となった。